# 三浦祐人
三浦 祐人（みうら ゆうと、1995年9月20日 - ）は、長崎県雲仙市出身のフットサル選手。Fリーグ・ポルセイド浜田所属。ポジションはアラ。

## 来歴
Fリーグディビジョン2が新設された2018-19シーズンにポルセイド浜田に入団。。

## 所属チーム
- 多摩大学フットサル部
- ポルセイド浜田